# Playa de Melicena
La playa de Melicena está situada en la localidad española de Melicena, municipio de Sorvilán, en la provincia de Granada, comunidad autónoma de Andalucía.